# Escuíno de Wessex
Escuíno de Wessex (em inglês: Aescwine ou Escwin) foi rei de Wessex de 674 até sua morte em 675. Filho de Cenfo, ele é conhecido sobretudo por ter participado da Batalha de Bedwin em 675 contra Vulfário de Mércia.